# Ouled Derradj
Ouled Derradj (em árabe: أولاد دراج) é uma cidade e comuna localizada na província de M'Sila, Argélia. Segundo o censo de 2008, a população total da cidade era de 26 644 habitantes.